# Museo nazionale di Varsavia
Il Museo nazionale di Varsavia (Muzeum Narodowe w Warszawie, MNW) è un museo d'arte di Varsavia, fondato nel 1862 come "Museo di Belle Arti di Varsavia"; è uno dei più grandi musei in Polonia e il più grande di Varsavia.
Il museo raccoglie arte antica (egizia, greca, romana), la pittura polacca a partire dal XIII secolo, una collezione di pittura straniera (italiana, francese, olandese, tedesca e russa), numismatica e oggetti di arti decorative.
L'edificio modernista del museo è stato costruito tra il 1927 e il 1938 su progetto di Tadeusz Tołwiński; dal 1933 l'ala orientale ospita il Museo dell'Esercito polacco a Varsavia.
A causa del saccheggio tedesco dei beni culturali polacchi durante la seconda guerra mondiale, il museo ha perso una grande parte della collezione, tra cui il 99% della collezione di numismatica, il 100% degli orologi, l'80% della collezione orafa e di gioielleria e percentuali significative delle collezioni di arte applicata.
Il museo è stato nazionalizzato nel 1945.